# Велд (Мен)
Велд (англ. Weld) — місто (англ. town) в США, в окрузі Франклін штату Мен. Населення — 376 осіб (2020).

## Демографія
Згідно з переписом 2010 року, у місті мешкало 419 осіб у 194 домогосподарствах у складі 138 родин. Було 632 помешкання
Расовий склад населення:
| - 97,9 % — білих - 0,2 % — чорних або афроамериканців |

До двох чи більше рас належало 1,7 %. Частка іспаномовних становила 0,2 % від усіх жителів.
За віковим діапазоном населення розподілялося таким чином: 11,0 % — особи молодші 18 років, 65,1 % — особи у віці 18—64 років, 23,9 % — особи у віці 65 років та старші. Медіана віку мешканця становила 54,0 року. На 100 осіб жіночої статі у місті припадало 105,4 чоловіків;  на 100 жінок у віці від 18 років та старших — 104,9 чоловіків також старших 18 років.
Середній дохід на одне домашнє господарство  становив 64 709 доларів США (медіана — 49 844), а середній дохід на одну сім'ю — 65 804 долари (медіана — 53 194). Медіана доходів становила 41 250 доларів для чоловіків та 37 917 доларів для жінок. За межею бідності перебувало 5,4 % осіб, у тому числі 0,0 % дітей у віці до 18 років та 4,8 % осіб у віці 65 років та старших.
Цивільне працевлаштоване населення становило 153 особи. Основні галузі зайнятості: освіта, охорона здоров'я та соціальна допомога — 30,7 %, роздрібна торгівля — 13,1 %, виробництво — 13,1 %.